# ميك فولي
مايكل فرانسيس (بالإنجليزية: Michael Francis)‏ والمعروف أيضا باسم «ميك فولي» (Mick Foley)، هو مصارع محترف أمريكي متقاعد, ومؤلف، وكوميدي، وممثل، من مواليد 7 يونيو 1965 في بلومنقتون، إنديانا.
وقد عمل لكثير من عروض المصارعة، بما في ذلك دبليو دبليو إي (WWE), وبطولة العالم للمصارعة (WCW)، والإي سي دبليو (ECW)، ومصارعة تي إن أى (TNA)، فضلا عن العديد من عروض المصارعة في اليابان.
أشتهر باسماء أخرى في الحلبة مثل: (كاكتوس جاك), و(دود لوف), و(مان كايند).

## روابط خارجية
- ميك فولي على موقع دبليو دبليو إي (الإنجليزية)
- ميك فولي على موقع WrestlingData.com (الإنجليزية)
- ميك فولي على موقع CageMatch worker (الإنجليزية)
- ميك فولي على موقع قاعدة بيانات المصارعة على الإنترنت (الإنجليزية)
- ميك فولي على موقع عالم المصارعة على الإنترنت (الإنجليزية)
- ميك فولي على موقع عالم المصارعة على الإنترنت (الإنجليزية)

- WWE Alumni profile
- الموقع الرسمي
- ميك فولي على موقع IMDb (الإنجليزية)
- ميك فولي على موقع إن إن دي بي (الإنجليزية)
- ميك فولي على موقع قاعدة بيانات الفيلم (الإنجليزية)
- Gillespie Talent, booking agent for Mick Foley
- Mick Foley Interview